# Wąż trawny
Wąż trawny (Opheodrys aestivus) – gatunek niejadowitego węża z rodziny połozowatych (Colubridae).

## Morfologia
Ma zielone ubarwienie ciała, żółto-biały spód. Doskonale wtapia się w otoczenie. Głowa jest owalna, ciało smukłe, ogon długi.

## Występowanie
Gatunek ten występuje w południowo-wschodniej części Stanów Zjednoczonych i wschodnim Meksyku. Można go spotkać w lasach i zakrzewieniach. Często spotykany też w ogrodach.

## Zachowanie
Wąż ten świetnie wspina się na drzewa. Ma bardzo spokojne usposobienie i nie jest płochliwy. Nie jest jadowity.